# Immeuble de la compagnie Singer
L'immeuble de la compagnie Singer (Дом компании «Зингер»), connu aussi comme la maison du Livre (Дом книги, Dom knigui en russe), est un bâtiment de style art nouveau, situé sur la perspective Nevski à Saint-Pétersbourg, en face de la cathédrale Notre-Dame-de-Kazan.

## Histoire
Ce bâtiment de 7 000 m2 sur sept étages a été construit en 1902-1904 par Pavel Suzor, sur commande de la compagnie par actions Singer en Russie. La compagnie venait de construire un gratte-ciel à New York et voulait une construction de prestige  dans la capitale de l'Empire russe pour présenter et vendre ses machines à coudre. La hauteur des immeubles ne devait pas selon la loi excéder 23,5 m, aussi la compagnie décida-t-elle d'innover par le style et la technique pour impressionner sa clientèle pétersbourgeoise. On éleva un globe au-dessus de la toiture de la coupole à l'angle de la perspective et du canal Griboïedov et on orna les façades de sculptures d'Amandus Adamson (1855-1929), symbolisant le progrès. Ce fut aussi le premier bâtiment de la ville à être construit avec une charpente métallique. Il y avait plusieurs ascenseurs et un toit en partie vitré. Celui-ci pouvait être automatiquement nettoyé de la neige en hiver par un mécanisme spécial.

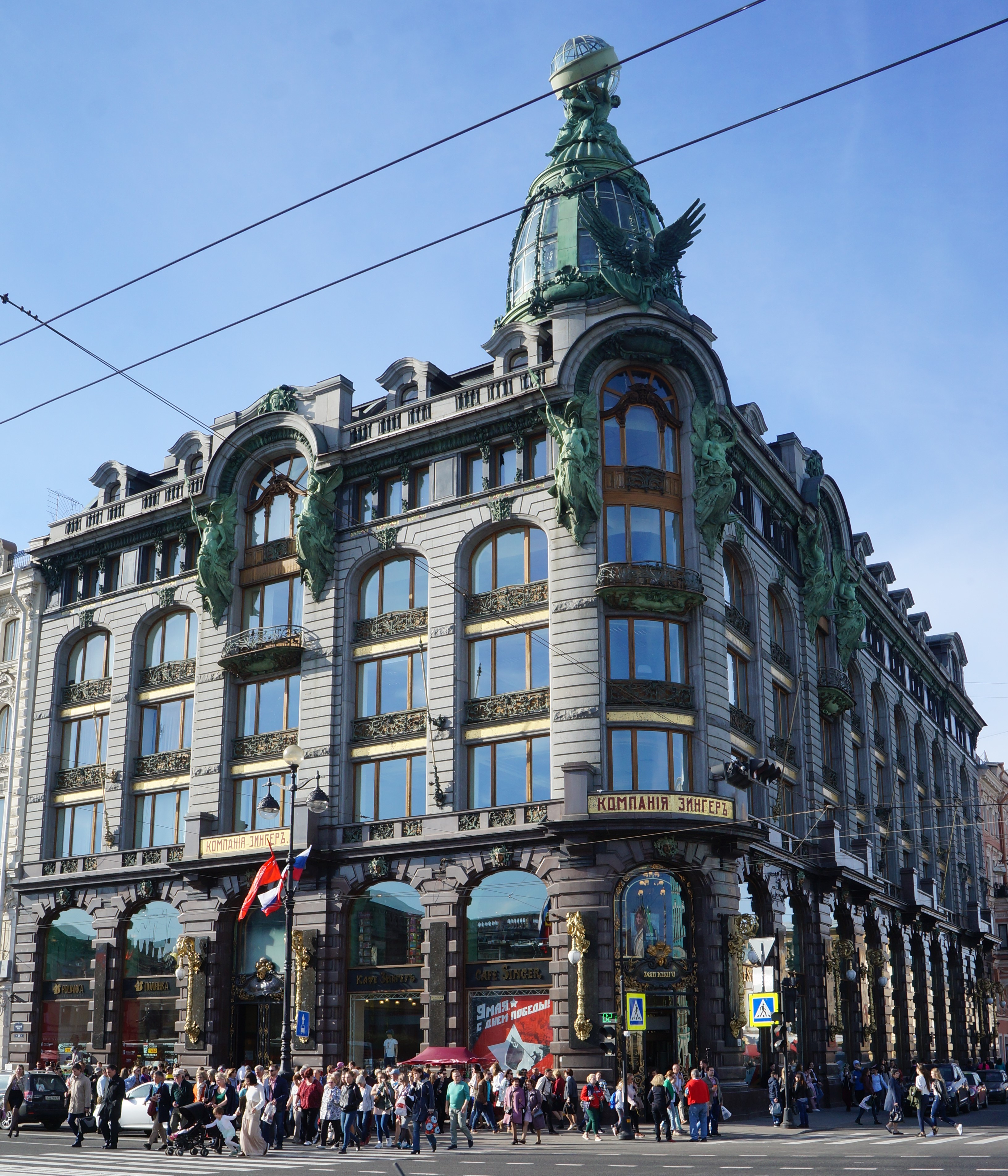
Immeuble Singer.

L'immeuble fut nationalisé après la révolution d'Octobre et accueillit dès lors la Maison d'État d'Éditions de Pétrograd (Petrogosizdat). Il devint la principale librairie (d'État) de la ville, sinon de la Russie bolchévique, et plus tard de l'URSS, surnommé aussitôt par les habitants la maison du Livre. La librairie ferma de novembre 1942 jusqu'à la fin du siège de Léningrad et rouvrit en 1948.
L'immeuble a été fermé entre 2004 et 2006 pour restauration. La librairie est désormais installée dans une partie du rez-de-chaussée et du 1er étage qui comprend également un restaurant-salon de thé. Le reste de l'immeuble est loué à diverses sociétés.